# وعله (یمن)
 وعله  به عربی ( وَعلة  ) روستایی است در عزلهٔ (ذیفان) در ناحیهٔ (ربدة)، از توابع استان حَجّه در کشور یمن در شبه جزیره عربستان است. 

## جمعیت
جمعیت آن (۶۳۸ ) نفر (۲۳ خانوار) می‌باشد.